# 蛙田アメコ
蛙田アメコ（かえるだ あめこ）は、日本のライトノベル作家・ライターである。代表作に『女だから、とパーティを追放されたので伝説の魔女と最強タッグを組みました』『突然パパになった最強ドラゴンの子育て日記〜かわいい娘、ほのぼのと人間界最強に育つ〜』などがある。

## 人物

### 経歴
東京都大田区蒲田生まれ。
幼稚園のときに『大どろぼうホッツェンプロッツ』『がんばりプンタ』『ズッコケ三人組』などの児童文学を読んだのが初めて小説に出会ったきっかけだと話している。アメリカ系のミッションスクールに通っていた経験があり、その際にJ・D・サリンジャーの『ライ麦畑でつかまえて』などの文学作品に触れた。私立中学に通っていたときには月に60冊ほどの本を読んでいたといい、同時期に好きな作品の二次創作を始めた。高校時代には太宰治の小説にハマっていたが、大学受験を機に太宰治の作品にあまり触れなくなったと話している。慶應義塾大学文学部では英米文学を専攻し、2011年に卒業した。学生時代には落語研究会に所属していた。大学在学時には慶應義塾大学の巽孝之ゼミに所属していた。
24歳のときからオリジナルの創作を始め、ネットでの作品投稿を始めた。初めて書いた作品はPixivの企画で賞を受賞し、第1賞が雑誌掲載された。。2017年末からはライトノベル作家の鷹山誠一に師事している。2017年に初めて長編小説を執筆し終えてオーバーラップノベルスに応募したものの二次選考で落選し、後に第5回オーバーラップWEB小説大賞を受賞した作品『女だから、とパーティを追放されたので伝説の魔女と最強タッグを組みました 』で2019年2月25日にデビューした。2021年4月12日からはりりうら世都が作画を務める形でコミカライズ版『女だから、とパーティを追放されたので伝説の魔女と最強タッグを組みました』がサンデーうぇぶりで連載開始された。同作は2021年の6月号から『月刊サンデージェネックス』で連載開始された。

### 執筆活動・他作家からの影響
蛙田は、自身がアマガエルやベルツノガエルなどを始めとしたカエルが好きだったことや、「帰る」という言葉には「（無事に）帰ってくる」という意味が含まれていること、カエルの鳴き声「ケロリ」から連想することができる「ケロリと治る」という言葉に「完治する」という意味が含まれていることから、「かえる」という言葉は縁起が良いと考えて、「蛙田」というペンネームを名付けたと話している。また、「アメコ」に関しては自身の本名の短縮形だと話しており、インターネット上ではユーザーネームとして10年以上「Ameko」を使っているとも話している。
昼過ぎに始業して夜中まで勤務する形態のフルタイムワーカーとしても活動しているため、終電をスルーして始発が出るまで24時間営業のファミレスで執筆するスタイルを取っている。プロット製作時はソフト「Evernote」にベタ打ちしている。
蛙田は尊敬している作家として恩田陸や佐藤友哉などの小説家の名前を挙げている。また、師匠としてライトノベル作家の鷹山誠一の名前を挙げ、トラ子猫、岸馬きらく、霜月緋色などの作家からも刺激を受けていると話している。

## 受賞歴等
2019年の第5回オーバーラップWEB小説大賞では『女だから、とパーティを追放された魔導師は腹いせにレベルMAX魔法剣士に転職して伝説の魔女と最強パーティを組みました』（後に『女だから、とパーティを追放されたので伝説の魔女と最強タッグを組みました』と改題）で奨励賞を受賞し、同作は蛙田のデビュー作となった。
2018年度の第18回Sense of Gender賞では最終選考委員を務めた。また、第19回Sense of Gender賞では、小説『女だから、とパーティを追放されたので伝説の魔女と最強タッグを組みました』が最終選考5作品まで残った実績を持っている。
ラノベ好き書店員大賞2020では『女だから、とパーティを追放されたので伝説の魔女と最強タッグを組みました』で単行本部門第3位を獲得している。
第8回ネット小説大賞では『突然パパになった最強ドラゴンの子育て日記〜かわいい娘、ほのぼのと人間界最強に育つ〜』で受賞を果たしている。

## 作品一覧

### 書籍
- 『女だから、とパーティを追放されたので伝説の魔女と最強タッグを組みました』
- 『突然パパになった最強ドラゴンの子育て日記〜かわいい娘、ほのぼのと人間界最強に育つ〜』
  - GCノベルズ版（イラスト: せんちゃ、GCノベルズ〈マイクロマガジン社〉）
    1. 2020年8月31日[18]、ISBN 978-4-86716-049-7
    2. 2020年12月25日[19]、ISBN 978-4-86716-097-8
    3. 2021年4月30日[20]、ISBN 978-4-86716-136-4
    4. 2022年3月30日[21]、ISBN 978-4-86716-258-3

  - J-Novel Club版、英題『Dragon Daddy Diaries: A Girl Grows to Greatness』（イラスト: せんちゃ、翻訳: Giuseppe di Martino、編者: T. Burke）
- 『腹ペコ聖女とまんぷく魔女の異世界スローライフ!』（イラスト: KeG、2021年8月5日、ドラゴンノベルス〈KADOKAWA〉ISBN 978-4-04-074087-4）[22]
- 『九龍後宮の探偵妃』（イラスト: Nardack、2021年9月16日、星海社FICTIONS〈星海社〉ISBN 978-4-06-525043-3）[23]
- 『宮廷をクビになった植物魔導師はスローライフを謳歌する〜のんびり世界樹を育てたら、最強領地ができました〜』（イラスト: 又市マタロー、グラストNOVELS〈スターツ出版〉)
  1. 2022年2月25日[24]、ISBN 978-4-8137-9128-7
  2. 2022年9月22日[25]、ISBN 978-4-8137-9172-0
- 『お師匠様、出番です！ からぬけ長屋落語人情噺』(柳ケ瀬文月 名義[26]、2022年3月3日、ポプラ文庫〈ポプラ社〉ISBN 978-4-591-17363-3）[27]
- 『あすなろ荘の明日ごはん』（イラスト: 甲斐千鶴、2022年11月11日、二見サラ文庫〈二見書房〉ISBN 978-4-576-22168-7）[28]
- 『今宵、氷の龍は生贄乙女を愛す』（イラスト: 夜咲こん、2023年5月26日、スターツ出版文庫〈スターツ出版〉ISBN 978-4-8137-1437-8）[29]
- 『山奥育ちの俺のゆるり異世界生活〜もふもふと最強たちに可愛がられて、二度目の人生満喫中〜』（イラスト: ox、グラストNOVELS〈スターツ出版〉）
  1. 2024年1月26日[30]、ISBN 978-4-8137-9300-7
  2. 2024年8月23日[31]、ISBN 978-4-8137-9357-1
- 『転生幼女は優しい家族とほのぼの異世界ライフを楽しみます～救国の大聖女らしいですが、のんびり暮らしたいのでチート魔力はナイショでしゅっ！～』（イラスト: 柴崎ありすけ、2025年1月5日、ベリーズファンタジー〈スターツ出版〉ISBN 978-4-8137-9406-6）[32]

### その他
- ウェブ小説『腐女子、家を買う』（ウェブマガジン『カーサミア』内での連載）[33]
- 電子書籍版『異世界に咲くは百合の花』（GL文庫、2020年）[34]
- ゲーム『千銃士:Rhodoknight』（メインシナリオ担当）[35]
- 読みものウェブ「BadCats Weekly」（定期寄稿、2018年8月 - ）[36]
- 「高津区ふるさとアーカイブ基本構想」の企画「フォト映え武士の映之太郎いざ参る!」（脚本）[37]
- 2019年10月号『三田評論』内の「三人閑談」（サリンジャー生誕100周年企画、出演）[3]